# Erica Lindbeck
Erica Lindbeck (nacida el 29 de mayo de 1992) es una actriz de voz estadounidense más conocida como la tercera voz de Barbie en la franquicia de medios del mismo nombre, sucediendo a Kelly Sheridan en 2015 y siendo reemplazada por America Young en 2018. También trabaja con las empresas Bang Zoom!, Studiopolis y NYAV Post para dar voz a personajes en anime y videojuegos doblados al inglés.

## Carrera
Lindbeck se graduó de la Escuela de Teatro, Cine y Televisión de UCLA en 2014 y ha prestado su voz a numerosos personajes de anime, incluidos los personajes principales Kaori Miyazono de Shigatsu wa Kimi no Uso y Eli Ayase de Love Live!, Irene Urzaiz en Gakusen Toshi Asterisk, Ibara Naruse en Coppelion, Ritsuko Akagi en Neon Genesis Evangelion, Kanae Kotonami em Skip Beat! y Oei en Miss Hokusai. Ella y su colega actriz de doblaje Mela Lee presentaron su propia serie web llamada Lindbeck and Lee con actores de doblaje locales invitados.
En 2018, Lindbeck prestó su voz al personaje Felicia Hardy/Black Cat en el videojuego Spider-Man de Insomniac. Más tarde interpretó a Ashley en WarioWare Gold.
En 2019, Lindbeck interpretó a Cassie Cage en el videojuego Mortal Kombat 11 de NetherRealm. También interpretó a Millie y Loona en el piloto de Helluva Boss en 2019, pero solo interpretó a Loona en la serie completa en 2020, y Vivian Nixon prestó su voz a Millie. A partir de 2019, es la voz de Blaze the Cat y Omochao en la franquicia Sonic the Hedgehog.

## Vida personal
El 3 de febrero de 2020, Lindbeck se declaró bisexual a través de Twitter. Lindbeck salió con el actor de doblaje Billy Kametz hasta su muerte por cáncer de colon en junio de 2022.
El 9 de julio de 2023, abandonó Twitter después de criticar un vídeo por utilizar una voz generada por IA, sin su permiso, de un personaje al que ella daba voz, Futaba Sakura, cantando "Welcome to the Internet" de Bo Burnham. Fue acosada por personas en Twitter tras sus comentarios. El vídeo original se eliminó de YouTube, pero cuentas adicionales volvieron a publicar el cover con IA. Varios actores de doblaje, como Mike Pollock, Josh Keaton, Sean Chiplock y Yuri Lowenthal, junto con la animadora Vivienne Medrano, manifestaron su apoyo a Lindbeck y su oposición al "uso de voces generadas por IA". La cuenta criticada por Lindbeck fue posteriormente suspendida por Twitter por violar los términos de servicio del sitio. Regresó al sitio y reanudó sus publicaciones una semana después.

## Filmografía

### Doblaje de anime
| Año  | Título                                                  | Papel                                  | Notas                           | Ref.                 |
| ---- | ------------------------------------------------------- | -------------------------------------- | ------------------------------- | -------------------- |
| 2014 | Coppelion                                               | Ibara Naruse                           |                                 | [ 18 ]               |
| 2015 | Magi: The Kingdom of Magic                              | Gyokuen Ren                            |                                 | [ 19 ]               |
| 2015 | Aldnoah.Zero                                            | Yuki Kaizuka                           |                                 | [ 20 ] [ 21 ]        |
| 2015 | Sword Art Online II                                     | Nori                                   |                                 | [ 22 ]               |
| 2015 | Fate/stay night: Unlimited Blade Works                  | Kaede Makidera                         |                                 | [ 23 ]               |
| 2015 | Durarara!!x2                                            | Manami Mamiya                          |                                 | [ 24 ]               |
| 2015 | Nanatsu no Taizai                                       | Jericho                                |                                 | [ 25 ]               |
| 2016 | Love Live!                                              | Eli Ayase                              |                                 | [ 26 ] [ 27 ]        |
| 2016 | Shigatsu wa Kimi no Uso                                 | Kaori Miyazono                         |                                 | [ 28 ]               |
| 2016 | Mobile Suit Gundam: Iron-Blooded Orphans                | Azee Gurumin                           |                                 | [ 29 ]               |
| 2016 | Danganronpa 3: The End of Hope's Peak Academy           | Profesor de educación física           |                                 | [ 20 ]               |
| 2016 | Charlotte                                               | Sala Shane                             |                                 | [ 20 ]               |
| 2016 | Tales of Zestiria the X                                 | Magilou                                |                                 | [ 30 ]               |
| 2016 | Gakusen Toshi Asterisk                                  | Irene Urzaiz                           |                                 | [ 31 ]               |
| 2016 | Mob Psycho 100                                          | Tsuchiya                               |                                 | [ 20 ]               |
| 2017 | Ano Hi Mita Hana no Namae o Bokutachi wa Mada Shiranai. | Naruko "Anaru" Anjo                    |                                 | [ 32 ]               |
| 2017 | Hunter × Hunter                                         | Pakunoda                               |                                 | [ 33 ]               |
| 2017 | Berserk                                                 | Farnese                                |                                 | [ 34 ]               |
| 2017 | Occultic;Nine                                           | Touko Sumikaze                         |                                 | [ 35 ]               |
| 2017 | Glitter Force Doki Doki                                 | Natalie Miller / Glitter Ace           | Temporada 2; doblaje de Netflix | [ 36 ] [ 37 ]        |
| 2017 | Fate/Apocrypha                                          | Mordred / Saber of Red                 | Doblaje de Netflix              | [ 38 ] [ 20 ]        |
| 2018 | Skip Beat!                                              | Kanae Kotonami                         |                                 | [ 39 ] [ 40 ] [ 41 ] |
| 2018 | Granblue Fantasy The Animation                          | Katalina Alize                         |                                 | [ 42 ]               |
| 2018 | Sword Gai: The Animation                                | Kyōka Kagami                           |                                 |                      |
| 2018 | Sailor Moon SuperS                                      | Ves-Ves                                | Doblaje de Viz Media            | [ 43 ]               |
| 2018 | Sōsei no Onmyōji                                        | Kohana                                 |                                 | [ 44 ]               |
| 2018 | FLCL Alternative                                        | Hijiri Yajima                          |                                 |                      |
| 2018 | Boruto: Naruto Next Generations                         | Sumire Kakei                           |                                 |                      |
| 2019 | Marvel Future Avengers                                  | Carol Danvers / Captain Marvel, Medusa |                                 | [ 45 ]               |
| 2019 | Neon Genesis Evangelion                                 | Ritsuko Akagi                          | Redoblaje de Netflix            | [ 20 ]               |
| 2020 | Kimetsu no Yaiba                                        | Daki, Demonio Araña (Hija)             |                                 | [ 46 ] [ 47 ]        |
| 2020 | Magia Record: Puella Magi Madoka Magica Gaiden          | Momoko Togame                          |                                 | [ 48 ]               |
| 2020 | Persona 5: The Animation                                | Futaba Sakura                          |                                 | [ 49 ]               |
| 2022 | Blue Period                                             | Maki Kuwana, Yamamoto                  |                                 | [ 50 ]               |
| 2022 | Kakegurui Twin                                          | Sayaka Igarashi                        | Doblaje de Netflix              | [ 20 ]               |
| 2023 | My Hero Academia                                        | Kaina "Lady Nagant" Tsutsumi           | Temporada 6                     | [ 51 ]               |

### Animación
| Año  | Título                           | Papel                       | Notas                                 | Ref.          |
| ---- | -------------------------------- | --------------------------- | ------------------------------------- | ------------- |
| 2016 | Be Cool, Scooby-Doo!             | Beth                        | Episodio 21                           | [ 52 ]        |
| 2017 | Los Vengadores unidos            | Jane Foster / Thunderstrike | Temporada 4                           | [ 53 ] [ 54 ] |
| 2017 | Transformers: Robots in Disguise | Windblade                   | Temporada 3, reemplazando a Kristy Wu | [ 55 ]        |
| 2018 | DC Super Hero Girls              | Mera                        |                                       | [ 56 ]        |
| 2019 | Helluva Boss                     | Millie, Loona               | Millie solo en el piloto              |               |
| 2020 | The Owl House                    | Emira Blight                |                                       |               |
| 2020 | Kipo and the Age of Wonderbeasts | Kate                        | Episodio: "Ratland"                   |               |
| 2020 | ThunderCats Roar                 | Cheetara, WilyKit           | Protagonista                          |               |
| 2020 | Helluva Boss                     | Loona                       | Serie de YouTube                      | [ 57 ] [ 58 ] |
| 2021 | Pacific Rim: The Black           | Loa                         | Protagonista                          |               |
| 2021 | Arcane                           | Elora                       |                                       |               |
| 2022 | Smiling Friends                  | Voces adicionales           |                                       |               |
| 2023 | Hailey's On It!                  | Joanne, Genesis             |                                       |               |

### Cine
| Año  | Título                              | Papel               | Notas                | Ref.          |
| ---- | ----------------------------------- | ------------------- | -------------------- | ------------- |
| 2016 | Love Live! The School Idol Movie    | Eli Ayase           |                      | [ 59 ]        |
| 2016 | Miss Hokusai                        | Oei                 |                      | [ 60 ] [ 61 ] |
| 2019 | Dragon Ball Super: Broly            | Cheelai             |                      | [ 62 ]        |
| 2019 | Evangelion Death (True)2            | Ritsuko Akagi       | Redoblaje de Netflix |               |
| 2019 | The End of Evangelion               | Ritsuko Akagi       | Redoblaje de Netflix |               |
| 2019 | Promare                             | Heris Ardebit       |                      | [ 63 ]        |
| 2020 | Ni no kuni                          | Saki Mishima        | Doblaje de Netflix   |               |
| 2021 | Pretty Guardian Sailor Moon Eternal | VesVes/Sailor Vesta | Doblaje de Viz Media |               |
| 2022 | Bubble                              | Makoto              | Doblaje de Netflix   | [ 20 ]        |
| 2022 | Dragon Ball Super: Super Hero       | Cheelai             |                      | [ 20 ]        |

#### Directo a video
| Año  | Título                                        | Papel | Ref.          |
| ---- | --------------------------------------------- | --- | ------------- |
| 2016 | Barbie: Spy Squad                             | Barbie | [ 20 ]        |
| 2016 | Lupin III: La mujer llamada Mina Fujiko       | Reina Malta |               |
| 2016 | Barbie: Dreamtopia                            | Barbie, Barbie como Sugar Plum Fairy, Princesa del Bosque, Princesa de la Montaña Sparkle y Princesa del Arcoris | [ 20 ]        |
| 2016 | Barbie: Star Light Adventure                  | Barbie (Princesa Starlight)                                                                                      | [ 20 ]        |
| 2016 | Barbie & Her Sisters in A Puppy Chase         | Barbie | [ 20 ]        |
| 2017 | Barbie: Video Game Hero                       | Barbie | [ 20 ]        |
| 2017 | Barbie: Dolphin Magic                         | Barbie | [ 64 ] [ 65 ] |
| 2018 | DC Super Hero Girls: Leyendas de Atlantis     | Mera/Sirena |               |
| 2020 | Lego DC: Shazam!: Magic and Monsters          | Saludador, Granjero                                                                                              | [ 66 ]        |
| 2020 | Digimon Adventure: La última evolución Kizuna | Novia de Ayaka                                                                                                   |               |
| 2020 | Barbie: Princess Adventure                    | Princesa/Reina Amelia                                                                                            | [ 20 ]        |
| 2021 | Monster Hunter: Legends of the Guild          | Lea | [ 67 ]        |
| 2023 | Nanatsu no Taizai: Ensa no Ejinbara 2         | Jericho | [ 20 ]        |

### Videojuegos
| Año  | Título                                           | Papel                                                     | Notas                                               | Ref.                 |
| ---- | ------------------------------------------------ | --------------------------------------------------------- | --------------------------------------------------- | -------------------- |
| 2015 | Atelier Shallie: Alchemists of the Dusk Sea      | Jurie Crotze                                              | Also Atelier Shallie Plus                           | [ 68 ]               |
| 2015 | Omega Quintet                                    | Kyoka                                                     |                                                     | [ 69 ]               |
| 2015 | Danganronpa Another Episode: Ultra Despair Girls | Kotoko Utsugi                                             |                                                     | [ 70 ]               |
| 2015 | The Legend of Heroes: Trails of Cold Steel       | Misty                                                     |                                                     | [ 20 ]               |
| 2015 | Lego Dimensions                                  | Hermione Granger                                          |                                                     | [ 20 ]               |
| 2016 | League of Legends                                | Taliyah, Zoe, Morgana                                     |                                                     | [ 71 ] [ 72 ] [ 73 ] |
| 2016 | Hyperdimension Neptunia                          | Lid, Uzume Tennouboshi, Kurome Ankokuboshi                |                                                     |                      |
| 2016 | SMITE                                            | Terra                                                     |                                                     |                      |
| 2016 | The Legend of Heroes: Trails of Cold Steel II    | Vita Clotilde                                             |                                                     | [ 20 ]               |
| 2016 | Phoenix Wright: Ace Attorney − Spirit of Justice | Ema Skye, Bonny de Famme                                  |                                                     | [ 74 ]               |
| 2016 | Shin Megami Tensei IV: Apocalypse                | Asahi                                                     |                                                     | [ 20 ]               |
| 2016 | Dragon Ball Xenoverse 2                          | Patrulleras del Tiempo                                    |                                                     | [ 20 ]               |
| 2016 | Exist Archive                                    | Suzaku Himuro                                             |                                                     |                      |
| 2016 | Call of Duty: Infinite Warfare                   | Locutora de montaña rusa                                  | Modo Zombies                                        |                      |
| 2017 | Tales of Berseria                                | Magilou                                                   |                                                     | [ 75 ]               |
| 2017 | NieR: Automata                                   | Anemone                                                   |                                                     | [ 20 ]               |
| 2017 | Persona 5                                        | Futaba Sakura                                             |                                                     | [ 76 ] [ 77 ]        |
| 2017 | Fire Emblem Heroes                               | Celica, Myrrh                                             |                                                     | [ 20 ]               |
| 2017 | Fire Emblem Echoes: Shadows of Valentia          | Celica                                                    | También Fire Emblem Warriors en 2017                | [ 20 ]               |
| 2017 | Street Fighter V                                 | Menat                                                     | DLC (Temporada 2)                                   | [ 78 ]               |
| 2018 | Heroes of the Storm                              | Sally Whitemane                                           |                                                     | [ 79 ]               |
| 2018 | BlazBlue: Cross Tag Battle                       | Yuzuriha                                                  | DLC (Temporada 1)                                   | [ 80 ]               |
| 2018 | WarioWare Gold                                   | Ashley                                                    |                                                     | [ 20 ]               |
| 2018 | World of Warcraft                                | Delaryn Summermoon                                        | PC                                                  | [ 20 ]               |
| 2018 | Spider-Man                                       | Felicia Hardy/Black Cat                                   |                                                     | [ 9 ]                |
| 2018 | Mega Man 11                                      | Roll                                                      |                                                     | [ 20 ]               |
| 2018 | Soulcalibur VI                                   | Sophitia Alexandra                                        |                                                     | [ 81 ]               |
| 2018 | Persona 5: Dancing in Starlight                  | Futaba Sakura                                             | También en Persona 3: Dancing in Moonlight como DLC | [ 82 ] [ 20 ]        |
| 2018 | Super Smash Bros. Ultimate                       | Futaba Sakura                                             | DLC                                                 | [ 83 ]               |
| 2018 | Epic Seven                                       | Alexa, Ruele, Destina                                     |                                                     | [ 20 ]               |
| 2019 | Mortal Kombat 11                                 | Cassie Cage                                               |                                                     | [ 84 ]               |
| 2019 | Pokémon Masters                                  | Maylene, Rachel                                           |                                                     | [ 20 ]               |
| 2019 | Code Vein                                        | Coco                                                      |                                                     | [ 85 ]               |
| 2019 | Sonic the Hedgehog                               | Blaze the Cat, Omochao                                    | Reemplaza a Laura Bailey                            |                      |
| 2019 | Bloodstained: Ritual of the Night                | Miriam                                                    |                                                     | [ 20 ]               |
| 2019 | Marvel Ultimate Alliance 3: The Black Order      | Captain Marvel / Carol Danvers, Psylocke / Betsy Braddock |                                                     | [ 20 ]               |
| 2019 | Fortnite: Save the World                         | Headhunter                                                |                                                     | [ 86 ]               |
| 2019 | Catherine: Full Body                             | Futaba Sakura                                             |                                                     | [ 20 ]               |
| 2019 | Daemon X Machina                                 | Regret                                                    |                                                     | [ 20 ]               |
| 2019 | Dragon Ball FighterZ                             | Cheelai                                                   |                                                     | [ 87 ]               |
| 2020 | Granblue Fantasy Versus                          | Katalina Aryze, War Mecha Katapillar                      |                                                     | [ 20 ]               |
| 2020 | Dragon Ball Legends                              | Cheelai                                                   |                                                     |                      |
| 2020 | Persona 5 Royal                                  | Futaba Sakura                                             |                                                     | [ 20 ]               |
| 2020 | XCOM: Chimera Squad                              | Torque                                                    |                                                     |                      |
| 2020 | Fortnite Battle Royale                           | Skye                                                      |                                                     | [ 88 ] [ 89 ]        |
| 2020 | Final Fantasy VII Remake                         | Jessie Rasberry                                           |                                                     | [ 90 ]               |
| 2020 | Desperados III                                   | Kate O'Hara                                               |                                                     | [ 20 ]               |
| 2020 | Tell Me Why                                      | Alyson Ronan                                              |                                                     | [ 20 ]               |
| 2020 | Serious Sam 4                                    | Hellfire                                                  |                                                     | [ 91 ]               |
| 2020 | The Legend of Heroes: Trails of Cold Steel IV    | Vita Clotilde, Ennea                                      |                                                     | [ 20 ]               |
| 2020 | Yakuza: Like a Dragon                            | Voces adicionales                                         |                                                     | [ 92 ]               |
| 2020 | Cyberpunk 2077                                   | Misty Olszewski, Meredith Stout, Spider Murphy            |                                                     | [ 93 ] [ 94 ]        |
| 2020 | The Last of Us Part II                           | Soldado de WLF                                            |                                                     |                      |
| 2021 | Persona 5 Strikers                               | Futaba Sakura                                             |                                                     | [ 20 ]               |
| 2021 | Akiba's Trip: Hellbound & Debriefed              | Rui Fumizuki                                              |                                                     | [ 95 ]               |
| 2021 | Tales of Arise                                   | Shionne Imeris                                            |                                                     | [ 20 ]               |
| 2021 | Lost Judgment                                    | Yoko Sawa                                                 |                                                     | [ 20 ]               |
| 2021 | Kimetsu no Yaiba: Hinokami Keppūtan              | Demonio Araña (Hermana Mayor)                             |                                                     | [ 96 ]               |
| 2021 | WarioWare: Get It Together!                      | Ashley                                                    |                                                     |                      |
| 2021 | Shin Megami Tensei V                             | Sahori Itsukishima                                        |                                                     | [ 20 ]               |
| 2022 | Rune Factory 5                                   | Lucy                                                      |                                                     | [ 20 ]               |
| 2022 | Tiny Tina's Wonderlands                          | Gruff A                                                   |                                                     | [ 20 ]               |
| 2022 | Phantom Breaker: Omnia                           | Itsuki Kono                                               |                                                     | [ 97 ]               |
| 2022 | Saints Row                                       | Voz de jugador 2                                          |                                                     | [ 98 ]               |
| 2022 | Soul Hackers 2                                   | Milady                                                    |                                                     | [ 99 ]               |
| 2022 | Star Ocean: The Divine Force                     | Elena                                                     |                                                     | [ 20 ]               |
| 2022 | Fortnite Battle Royale                           | AMIE                                                      |                                                     | [ 100 ]              |
| 2022 | God of War Ragnarök                              | Hrist                                                     |                                                     | [ 20 ]               |
| 2022 | Marvel's Midnight Suns                           | Captain Marvel / Carol Danvers                            |                                                     | [ 20 ]               |
| 2023 | Fire Emblem: Engage                              | Celica                                                    |                                                     | [ 20 ]               |
| 2023 | Hi-Fi Rush                                       | Peppermint Vandelay                                       |                                                     | [ 20 ]               |
| 2023 | Arknights                                        | Ines, Silence                                             |                                                     | [ 101 ] [ 102 ]      |
| 2023 | Omega Strikers                                   | Vyce                                                      |                                                     | [ 20 ]               |
| 2023 | The Legend of Heroes: Trails into Reverie        | Vita Clotilde                                             |                                                     | [ 20 ]               |
| 2023 | Silent Hope                                      | Luchadora                                                 |                                                     | [ 20 ]               |
| 2023 | Spider-Man 2                                     | Felicia Hardy/Black Cat                                   |                                                     | [ 20 ]               |
| 2023 | Persona 5 Tactica                                | Futaba Sakura                                             |                                                     | [ 103 ]              |
| 2023 | Granblue Fantasy Versus: Rising                  | Katalina                                                  |                                                     | [ 20 ]               |
| 2023 | Genshin Impact                                   | Chevreuse                                                 |                                                     | [ 104 ]              |
| 2024 | Like a Dragon: Infinite Wealth                   | Voces adicionales                                         |                                                     | [ 105 ]              |
| 2024 | Final Fantasy VII Rebirth                        | Jessie Rasberry                                           |                                                     | [ 20 ]               |

### Web
| Año  | Título                    | Papel           | Notas                     | Ref.            |
| ---- | ------------------------- | --------------- | ------------------------- | --------------- |
| 2022 | Exandria Unlimited: Kymal | Morrighan Ferus | Protagonista; 2 episodios | [ 106 ] [ 107 ] |